# Ramaria araiospora
Espèce
Ramaria araiospora est une espèce de champignons de la famille des Gomphaceae.

## Liste des variétés
Selon NCBI (26 octobre 2013) :
- variété Ramaria araiospora var. araiospora
- variété Ramaria araiospora var. rubella